# Feijão (prato)

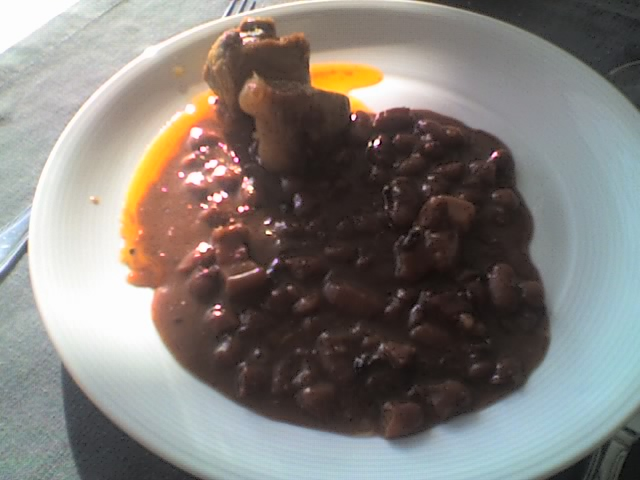
Entrecosto com feijão

Feijão ou feijão cozido é um prato preparado com feijões cozinhados, misturados ou não com carne, verduras, etc. Em Portugal, tipicamente se usa feijão branco. No Brasil, se usa feijão preto. No Nordeste do Brasil, também é comum usar feijão verde. Na América espanhola, o prato se chama frijoles. Arroz e feijão é um prato muito comum na América Latina.